# Hans Christiani
Hans Christiani (Berlijn, 30 juli 1951) is een Duits acteur. Daarnaast is hij een ervaren motorvoertuigmonteur.
Christiani heeft sinds 1992 een hoofdrol in de Duitse soapserie Gute Zeiten – Schlechte Zeiten. Hierin speelt hij het personage A.R. (Agamemnon Rufus) Daniel. Verder was hij en gastacteur in andere series van RTL zoals Hinter Gittern – Der Frauenknast.
Hans Christiani is getrouwd met Christiane Christiani, een collega-acteur uit Hinter Gittern – Der Frauenknast.

## Rollen
- 1992-2009: Gute Zeiten – Schlechte Zeiten - Agamemnon Rufus Daniel
- 1999: Hinter Gittern - Der Frauenknast - Karl